# Michel Brault
Michel Brault (Montréal, 25 giugno 1928 – Toronto, 21 settembre 2013) è stato un regista e direttore della fotografia canadese.
Ha vinto il Prix de la mise en scène al Festival di Cannes 1975 con Les ordres.

## Filmografia
- Le adolescenti (La Fleur de l'âge, ou Les Adolescentes), co-regia di Gian Vittorio Baldi, Jean Rouch, Hiroshi Teshigahara (1964)